# 香港電視網絡歷史
香港電視網絡有限公司簡稱香港電視網絡、香港電視或港視，其前身城市電訊於1992年5月19日在美國纳斯达克证券交易所（已註銷）及香港證券交易所上市，初期業務為在香港及加拿大提供國際直撥電話服務（IDD），其後在香港以香港寬頻為名推出寬頻上網服務及互聯網電視香港寬頻bbTV。2009年年底向香港政府申請免費電視服務牌照，開始正式進軍香港電視廣播市場，並於2012年2月成立「城市電訊電視部」。2012年4月售出其下所有IDD及寬頻服務套現，集中資源發展電視業務。
2012年12月4日舉行新台命名及節目試映禮，宣佈新電視台名為「香港電視」，而公司將易名為「香港電視網絡有限公司」。2013年10月15日香港政府宣佈不接納香港電視之免費電視服務牌照申請，並表示唯一上訴途徑是司法覆核，而香港電視於消息公佈後翌日宣佈逐步解僱所有員工。其後香港電視於2013年12月21日與中國移動香港達成收購其下香港流動電視服務的協議，並宣佈將會在2014年7月1日啟播，而除了恢復聘用早前已解僱的員工外，另外再增聘800至1000名員工。王維基有意招聘解僱員工，但部份員工拒絕回巢。。

## 城市電訊申請免費電視牌照
2009年夏天，廣播事務管理局（廣管局）舉行「亞視及無綫公聽會」，會上意見多數針對無綫電視多年來一台獨霸免費電視市場，亞洲電視多次更換管理層，令節目欠缺觀賞性，不符香港電視觀眾的口味，收視長期低迷，要求政府增發免費電視廣播牌照的聲音愈來愈大。直至冬天，廣管局收到香港市民意見，歡迎收費電視及衛星電視業者申請加入香港免費電視廣播市場。
2009年12月31日，香港電視網絡的前身城市電訊向香港政府申請免費電視牌照，其他的申請者有奇妙電視和香港電視娛樂。
2011年年初，廣管局批出3個免費電視廣播牌照，並將牌照的最終審核交予行政會議。同年夏季，城市電訊開始為其免費電視台開台作準備。除以香港媒體製作名義向無綫及亞視挖角外，亦成功獲政府批出將軍澳工業邨地皮興建電視台。城市電訊電視部亦曾於官方網站上表示招聘大量人才，並舉辦了多場講座及面試，向各大專院生簡介電視行業。此外，城市電訊主席王維基認為現時無綫電視的收視調查不夠全面，表示會於2012年4月至5月招標新的收視調查合約。
2012年2月24日，城市電訊正式為將軍澳工業邨環保大道的地皮動工，興建30萬平方呎的電視中心，將設有8個錄影廠房，包括1個號稱全港最大的綜藝節目多用途錄影廠、3個劇集廠、1個新聞廠與3個普通錄影廠，比較同樣位於將軍澳工業邨的無綫電視電視廣播城大一倍。同日，城市電訊成立城市電訊電視部，並於開始拍攝電視劇。
2012年中期，城市電訊主席王維基開始批評政府遲遲不批發3個免費電視廣播牌照。同年11月3日，城市電訊電視部於青衣城舉行宣傳活動「電視奇蹟由我創」，即場播放未發佈的電視劇片段，並且於翌日上載於其YouTube官方頻道。

## 香港電視網絡正式成立
12月4日，城市電訊電視部舉行名為「一個電視台的誕生」的新台命名及節目試映禮，宣佈將新電視台命名為「香港電視網絡有限公司」，簡稱「香港電視」或「港視」。城電同時公佈新台徽，形似一個正在發聲的腦袋，喻意電視「不會墨守成規，要突破界限」。及後，其12套戲劇及4套非戲劇非節目巡禮片段亦上載於YouTube，引起網民熱烈討論。
2013年5月，香港電視陸續上載八齣已拍攝劇集至其YouTube專頁。其後，更將重頭劇警界線第一集全集無廣告上載。

## 申請失敗與抗議活動
2013年10月15日，港府舉行記者會，宣布批准有線寬頻通訊旗下奇妙電視及電訊盈科旗下香港電視娛樂兩家業者的申請，不接納王維基的香港電視網絡，但不排除日後再引入新的電視台。商務及經濟發展局局長蘇錦樑表示政府以多項客觀條件作出決定，強調過程公平公正，行政會議是考慮過廣管局的建議、市場環境、公眾意見、申請者的財力及製作水平等因素後，決定循序漸進引入競爭，並無任何政治考慮。他被問到香港電視已投資數以十億元，並且已製作大量節目時表示「這些是投資者自己的個別決定。一時間引入三間免費電視台，可能會為市場帶來負面影響，因此應循序漸進形式考慮發牌。」顧問報告又認為香港電視市場未能同時容納五家電視台。
此事即時在網路上引起反彈，在臉書上由網民建立的「萬人齊撐！！！快發牌比香港電視！！！（萬人齊支持，快頒發牌照給香港電視）」的專頁，在不到一小時內便已達成目標獲得一萬個「讚」，其後繼續獲網民熱烈響應，於約一天內數字已突破40萬。
在申請失敗後翌日，香港電視網絡於10月16日宣布裁減320名員工。
10月20日，多個政黨、市民和300多名港視員工參與遊行以及穿著黑衣到金鐘政府總部外集會，「迫爆」政府總部。大會公佈分別有逾12萬市民和8萬人參與遊行和集會，要求政府發牌予香港電視以及公開發牌準則。而警方估計銅鑼灣遊行起點最高峰有2萬人，另有3.6萬人參與集會。10月21日，香港電視員工組成「堅持公義大聯盟」，舉行「上街睇電視」活動，主持黃冠斌、何詠雯，集會參加者坐滿政府總部廣場，大會公佈參加人數約1萬人，警方則公佈最高峰時有2千人。其中有約30人通宵留守。10月22日，港視員工繼續在政總廣場集會，大會稱有5000人，警方數字高峰期有1400人。出席藝人及學者，主持鮑偉聰、包括導演黃修平、杜琪峰、章國明、編審周旭明、著名音樂人泰迪羅賓和香港浸會大學電影學院前高級講師李茜等。10月23日，香港電視網絡職工會連續第四晚在政府總部集會，出席藝人包括，主持楊英偉、黃冠斌、資深電視人林旭華、DJ吳志森、曾志豪、藝人田啟文等，但參與的人較前幾晚少。大會稱有3000人出席。10月24日，職工會連續第五晚在政府總部集會，出席攝影師、藝人、歌手及導演包括主持鄧景輝、導演郭子健、馮志強、歌手陳詩慧、RubberBand、港視演員張松枝、郭鋒、高俊文和專業攝影師Jam Yau。
10月25日，港視職工會連續第六晚在政總集會，出席著名導演、港視藝員、藝人及歌手，包括主持何詠雯、黃冠斌、陳霽平、英國歌手祈家恆（Kashy Keegan）到場獻唱、藝人秦沛、張可頤、趙學而、港視演員郭鋒、姜文杰、陳宇琛、麥子樂、林文龍、蒙嘉慧、楊淇、李雨陽、高俊文、張松枝、林嘉華、香港電視網絡訓練班新人姜麗文、導演張堅庭、舞台劇演員潘燦良、魯文傑和填詞人林夕。這一晚宣傳片中有一些著名香港藝人撐香港電視網絡，他們包括四大天王之一的劉德華和林家棟、李璨琛、黃耀明和何韻詩。主辦方估計現場有10萬人出席。警方估計有11,900人出席。人數是周一至周五，共5個晚上之中最多，群眾坐滿添美道及立法會綜合大樓門口。大會在台上播出部分劇集的花絮和片段。全晚的高潮落在著名藝人劉德華身上，他雖然只在片段中出現，真人沒有現身，但台下不少群眾歡呼，有人高叫他「劉特首」。隨後演藝界的多位巨星亦有表示支持香港電視，包括周潤發、張學友、杜琪峰和郭富城。
10月26日正午，在政府總部門外廣場連續留守了6個晚上的港視員工收拾細軟，拆除橫額和帳篷，陸續撤離。有員工感謝市民支持，又謂不會因撤離而使市民淡忘這次發牌事件。

## 一歲生日
2013年11月29日，王維基和200名員工及前員工舉行BBQ活動，以預祝香港電視網絡一歲生日。聚會中巧遇曾揶揄港視不獲發牌的電視廣播有限公司員工陳百祥（他合伙公司的另一股東為電視廣播董事陳國強），陳百祥更跟王維基交談接近一分鐘。其他在場員工包括：林文龍、林嘉華、梁小冰、陳安瑩、菁瑋、傅楚卉、姜文杰、張松枝、蔣祖曼、黃文標、胡烱龍、陸駿光等。
2013年12月5日，王維基與亞洲電視王征會面，報道指曾談及收購亞洲電視事項， 其後香港電視只表示曾就電視市場發展交換意見，並沒有達成任何收購亞洲電視的協議或理解。 
2013年12月6日，香港電視網絡成立一周年。因為未通過免費電視牌照審查，經理人部門會轉型為經理人公司，為旗下藝人接外面的公司工作，賺取金錢。亦安排員工參與編輯及拍攝課程，為期一個月。並且找來演藝學院導師教授，第一部份是劇本創作課程，由陳慧教授15名導演學習劇本創作；第二部份是基礎製作課程，李敬華及黎子儉會教授15名編審及編劇學習拍攝技巧，完成四課理論課後，每組同事要拍攝約十分鐘短片才能畢業。最後則是副導演實驗劇場，將有五位副導演參與，拍攝四至十分鐘的短片。

## 發展流動電視服務
香港電視網絡於2013年12月20日公佈推出流動電視服務及OTT服務（Over-The-Top），並以約1.5億港元收購中國移動香港UTV業務，包括UTV於2010年中投得的大氣電波678-686兆赫頻段，因為屬無線電頻譜，所以覆蓋率可達全港九成半範圍。香港電視網絡計劃投放約3000萬港元進行提升工程，加設機器以及提升傳輸的容量，以支援傳送高清畫質，並計劃於2014年7月1日前後開始傳送多媒體內容。該流動電視服務牌照有效期至2025年8月30日。不過中國移動通信集團公司於2014年1月5日表示，公司已經決定針對此交易案啟動內部調查，以確認此項交易沒有違反國務院國資委及公司內部的相關制度等。
12月尾，有報章指王維基已於8月獲中移動連同流動電視牌照售予港視，有議員質疑王維基隱瞞收購一事。
因為收購了中國移動香港旗下的流動電視服務牌照，香港電視網絡轉型為一間流動電視服務公司，需要製作大量節目以應付啟播，故會重新招募之前10月裁減的320名員工並開始重新製作節目。未來兩年亦會增聘大約800至1000人。。
相比原先申請的免費電視牌照，收看流動電視服務需要購買支援特定制式（已確定不會沿用UTV的CMMB制式，外界推測會改用如歐洲制式DVB-H、DVB-T2或國家標準增強型的E-DTMB、性能進一步提升的DTMB-A等制式）的接收器，價錢大約100至800港元左右。
香港電視網絡流動電視服務的節目將維持免費收看，只有OTT服務（Over-The-Top）中的自選影像（Video On Demand）是付費後才能收看。香港電視網絡暫定正式啟播日期為2014年7月1日
。

## 提請司法覆核未獲免費電視牌照
香港電視網絡於2014年1月6日就未獲發免費電視牌照一事，提請司法覆核。入稟狀指出政府及通訊事務管理局在審批過程中，並無任何信件指證港視能力不足，亦從未提及牌照數目上限及循序漸進發牌政策，違反合理期望。

## 被終止租用發射站
無綫電視於2014年1月7日發信予香港電視網絡，表示將終止租用6個提供流動電視服務的發射站予中移動子公司，因為中移動將對香港電視收購中移動香港子公司股權展開調查，因此無綫需要釐清法律等相關問題，並按合約給予6個月通知期，在7月6日終止合約，但邀請香港電視網絡簽訂新協議。
香港電視網絡回應，現時有6個發射站提供流動電視服務，阻止或妨礙訊息發送屬於違法，認為有關機構有責任與營辦商協調合作，不應該以商業考慮，影響其他機構使用發射站有需要時，會要求通訊管理局協助。另外，香港電視網絡指出，事件不會對現行業務計劃產生任何重大影響，亦已有技術解決方案，確保新增的流動電視服務有足夠覆蓋率，有信心於今年7月1日或前後推出電視服務，以及通過有關平台傳送多媒體內容。
港視於2014年1月底表示，計劃於300至400幢大廈天台建設流動電視發射設施，務求令觀眾在將來更易於室內及室外接收香港電視的流動電視訊號。此舉亦同時可提升流動電視服務的覆蓋率。

## 流動電視服務發展受挫
2014年2月，通訊事務管理局辦公室發信「提醒」港視，指根據相關《廣播條例》，如其提供的節目有超過5,000個指明處所組成的觀眾接收，便須領有免費電視牌照，否則可能違規。雙方其後進行多次書信來往。
3月10日，通訊辦通訊事務總監利敏貞在立法會一個委員會上，首次公開質疑港視可能違規。翌日，港視主席王維基在收市後宣布7月1日將無法開台，並暫停拍攝所有新電視節目，會考慮向法院尋求合適協助。王維基質疑中國移動擁有流動電視牌照時，政府並未有提出監管，但港視收購之後，就要求符合廣播條例。他批評政府法律政策因人而異、有欠公允。他表示已開始製作的劇集及綜藝節目仍繼續進行，公司未有裁員行動，資金方面亦無問題；至於再考慮收購亞視一事則略帶保留，僅說明亞視牌照2015年11月到期後未必獲得續牌。3月12日，王維基表示暫時擱置興建將軍澳工業邨環保大道多媒體製作及分銷中心等計畫
3月13日，王維基出席香港電台烽煙節目《千禧年代》，接受主持人葉冠霖的訪問。節目後，王維基接受媒體訪問時表示從未說過要提供類似無綫及亞視一樣的入屋電視服務，他一直是說提供移動電視服務，接收儀器可以裝在固定地點，只要是應用移動技術就可以，因此認為「機頂盒」是流動裝置。王維基表示現時通訊辦不能給予他可行的方案，包括流動電視可用甚麼技術，令到位於流動位置的流動裝置接收得到，同時不讓附近的指明處所的固定裝置（即大廈公共天線）接收。他又表示，即使港視用通訊局建議的DVB-H制式，日後若有多於5千指明處所接收仍是違法，因而認為不可行。他說已去信要求與商務及經濟發展局局長蘇錦樑會面。而王維基又向傳媒透露DVB-H制式為舊的制式，故他會考慮新一代的DVB-T2家族（即DVB-T2、DVB-T2Lite）制式，又會研究會否將廣播訊號加密播送，以防止非法盜看的情況。
對此，通訊局同日反駁，稱於大廈公共天線加裝過濾器阻隔港視的DTMB訊號時，可能令無線及亞視訊號受到影響。對被指執法不力，該局稱根本沒有辦法執法，因現時13萬幢大廈中，約9萬幢為舊樓及村屋，大部份使用傳統魚骨天線，故一定會有超過5,000戶「指明處所」收到相關訊號。該局又強調，即使港視使用DVB-H制式，只要多於5,000戶能接收訊號，當局一定會執法。此外，王維基指知悉至少一家國際電視生產商正研究在產品內置DVB制式接收器；通訊局反駁指，曾詢問4家大型電視生產商，包括日本及韓國最大生產商，其中三間均回覆未有這個計劃，另一間則稍後回覆，質疑王氏說法。
3月15日，因為香港電視網絡開台無期，由林文龍、蒙嘉慧、艾威、郭鋒主演的電視劇《天網》擱置拍攝。
3月15日，通訊事務管理局辦公室總監利敏貞表示，曾建議港視考慮採用歐洲DVB-H制式，以今天科技，DVB-H不會直接入屋。另外，港視亦可考慮沿用中移動使用的CMMB制式、或為DTMB制式加密。她反問王維基，中移動易手前同樣面對技術發展快於法例的情況，為甚麼中移動有方法合法提供服務，但王維基就不可以採用舊有方式。
3月16日下午，港視發聲明指出要同時符合《廣播條例》和流動電視牌照條款，技術上不可行。通訊局建議的廣播制式，將來亦可能令港視違法；此前曾四次發信予局方，希望澄清有關法律，局方均沒回覆。港視稱只想解決矛盾，並非要局方妥協或承諾不執法。
3月26日，立法會資訊科技及廣播事務委員會舉行特別會議，邀請港視主席王維基、商務及經濟發展局局長蘇錦樑、通訊事務管理局主席何沛謙及通訊事務辦公室總監利敏貞等，首次就港視涉嫌違反《廣播條例》風波面對面公開對質。商務局及通訊局齊聲反駁王維基的指控，強調當局沒有執法不公或持雙重標準。有議員更指出，若王堅持自己有法理依據，大可如期開台，再等當局執法然後提出司法覆核。
3月29日早上，通訊局與港視主席王維基會面約3小時。王維基會後指通訊局再「搬龍門」，只要有一個流動電視觀眾將接收器接駁至大廈天線，港視便違反廣播條例，非早前所說少於5千住戶。對此，通訊局主席何沛謙強調，通訊局沒有「搬龍門」，因為港視持有流動電視牌照清楚寫明，不可提供固定接收的電視服務，即使只有一個處所經固定裝置，如大廈公共天線或魚骨天線，接收到流動電視服務，港視便違反牌照規定。何沛謙表示於會上曾提議港視使用兩家免費電視台現行DTMB制式以外其他制式，包括日本及美國制式，他希望港視向通訊局提供可行而合法的做法。王維基稱，港視將於一兩周內研究其他解決方法，否則只能對簿公堂，透過法庭裁決得出港視如何才能合法廣播。

## 研議轉型發展互聯網電視台
將來香港電視網絡為發展娛樂事業，2014年3月11日港視主席王維基公佈公司極大可能進一步轉型，集中公司資源發展互聯網多媒體平台，俗稱網台業務。
2014年3月12日香港電視網絡大約有400名員工。公司總人數，普通員工加合約藝人大約有500名員工。
因為香港電視網絡開台無期，港視藝員部有部份男藝人艾威、陳家樂，女藝人湯怡、劉玉翠、林熹曈不獲續約。
為何香港電視網絡在免費電視牌照和流動電視牌照接連出現問題。皆因港視主席王維基以前在亞洲電視發表過一些反共言論，導致香港特別行政區政府事事針對他。
他在2008年12月出任亞洲電視行政總裁，上任十二天後疑發生「被辭職」事件，當時亞視時任主席張永霖稱與王處事作風迥異未能合作，因此「接受王的請辭」，之後王向外聲稱自己沒有辭職意向，及後亞視管理層與王協議，「確定王的辭職」，並改任為亞視顧問。外間普遍認為王僅出任不到兩周便戲劇性退下，全因他強調亞視不應背靠大陸，不做「中央十台」，和曾說「親共的電視沒有人看，只有反共的電視才有人看」，因而開罪紅色資本所致。因此他在香港發展任何娛樂事業一定冇運行。所以香港電視網絡在未來轉營為一間互聯網電視亦會遇到一定困難。
港視開台無期，除現時正在拍攝的兩部劇集《惡毒老人同盟》、《大眾情性》及綜藝節目《HKTV"Working"Holiday》繼續拍攝外，其他製作被迫一律叫停，而約滿的港視藝人即使願意減薪、減騷也於事無補，齊齊不獲港視續約。
2014年4月12日，有媒體報導港視構思開拓網上購物平台，讓客戶銷售產品；港視將為客戶拍攝及播放廣告短片以賺取廣告費；亦會將既有的數百小時自製及外購節目在網上播放，以吸引觀眾，提高瀏覽人數，平台預計年內開放。據知，港視正跟多個客戶洽談合作，包括傢俬電器直銷中心DSC德爾斯等。然而依據王維基的解釋，構思中的「購物頻道」係建構於流動電視牌照上，提供日用品、食品和服飾等等商品，並以後者為主打。他指出，免費電視牌照限制每小時最多提供10.8分鐘廣告時段，但流動電視牌照則無此限制，故可開拓24小時購物頻道。該購物頻道傾向流動電視開台後一起運作，但不排除先在互聯網開台提供服務。
5月7日，王維基在《香港經濟日報》專欄撰文，強調港視縱使開展其他業務，並未打算放棄經營免費電視。他表示只靠網上廣告收益，絕對無法支持有質素的節目製作，因此他希望把兩者融合，從網上購物平台賺錢去支持節目製作。

## 再傳收購亞洲電視
2014年3月14日，王維基接受亞視節目訪問，拒絕正面否認收購亞視傳聞，惹來外界揣測。隔日亞視執行董事兼高級副總裁葉家寶出席完立法會就無綫及亞視續牌所舉行的公聽會後，面對記者問及收購傳聞時亦拒作任何回應。

## 提請司法覆核流動電視服務限制與再次申請免費電視牌照
2014年4月11日，香港電視網絡就有關流動電視服務以DTMB制式傳送節目不得超過5,000個指明處所接收規限一事，提請司法覆核。該公司也對外聲明仍然希望在通訊辦設定的界限內經營流動電視服務，因此正與通訊辦探討採用其他傳送技術的可行性。同時，該公司再次提交免費電視節目服務牌照的申請，預備在首6年投資約34億元。由於無法預估流動電視服務推出日期，將裁員207人，主要為電視內容製作團隊，裁員後職員人數再縮減至385人。
針對港視的一連串行動，有學者表示不看好再次申請免費電視牌照，認為已失去逼政府發牌的政治時機；業界則對港視就流動電視申請司法覆核表示歡迎，認為有助釐清制式問題。
2014年6月6日，通訊事務管理局針對港視再次申請免費電視牌照一案，刊憲諮詢公眾。公眾可在6月17日或之前以郵寄、傳真或電郵方式將意見交給局方。根據公告內容，港視首六年會投放34.47億元，較2010年首次申請時的10.52億元，大幅增加23.95億元。港視表示，營運頻道將由12條減至3條，分別營運廣東話、英語、新聞頻道。廣東話頻道會走大眾娛樂路線，英語頻道則外購海外節目，兩條頻道每天播放18小時，新聞台則24小時播放。港視計劃利用香港寬頻的光纖網絡，透過大廈公共天線傳送訊號入屋，預定發牌後九個月內開台，啟播後首年最少覆蓋全港220萬個住戶，三年後增至230萬。
2015年4月24日，高等法院昨裁定香港電視網絡勝訴，撤銷行政長官會同行政會議於兩年前的決定，並且指令行政會議引用法庭對有關政策的解釋，再次考慮是否發牌予香港電視網絡。法官區慶祥接納申請人的說法，指出行政會議為發牌數目設立上限，是偏離了一直對外公布的政策，而且作出此改變時亦無解釋，故此違反了香港電視網絡的合理期望。香港電視網絡表表示歡迎裁決，及希望行政會議盡快發牌予他們。商務及經濟發展局局長蘇錦樑則表示，將會研究法院判詞後考慮下一步行動，例如提出上訴，當局將會徵詢法律意見。

## 網絡電視11月開台
2014年10月5日，香港電視宣佈於11月19日正式開台，以OTT模式廣播，觀眾可透過智能電視、電腦、電視盒子（小米盒子）、家用遊戲機（Xbox One）以及在智能手機下載香港電視應用程式收看節目。
開台初期香港電視經營一條直播頻道。已登記HKTV Mall免費會員的觀眾可使用點播（Video On Demand）隨時收看任何已上載的節目，大部份節目均於直播頻道首播前已上載，即每天早上六時。

## 網購平台試業及宣佈正式推出日期
2014年12月16日，香港電視宣佈其網購平台將於12月17日開始試業，於2015年1月正式推出。

### 引用
1. ↑  .   [2014-04-14]. （原始内容存档于2014-02-26）. （页面存档备份，存于）
2. ↑   (PDF), 2009年6月19日  [2014年4月14日], （原始内容存档 (PDF)于2013年10月17日） （页面存档备份，存于）
3. ↑  . 明報. 2011年10月10日  [2013年7月22日]. （原始内容存档于2013年12月26日）. （页面存档备份，存于）
4. ↑  YouTube上的城市電訊（香港）有限公司-電視部招聘
5. ↑  優酷網上的「城市電訊（香港）有限公司-電視部招聘」
6. ↑  . 2012年3月19日  [2013年7月22日]. （原始内容存档于2012年4月24日）. （页面存档备份，存于）
7. ↑  . 騰訊娛樂. 2012年2月26日  [2014年4月14日]. （原始内容存档于2012年5月5日）. （页面存档备份，存于）
8. ↑  YouTube上的「電視奇蹟由我創」宣傳片段
9. ↑  YouTube上的城市電訊電視部官方Youtube頻道
10. ↑  . 香港華富財經. 2012年12月4日  [2014年4月14日]. （原始内容存档于2013年10月22日）. （页面存档备份，存于）
11. ↑  . 主場新聞. 2012年12月4日  [2013年10月23日]. （原始内容存档于2014年6月6日）. （页面存档备份，存于）
12. ↑  YouTube上的香港電視 節目試映 - 戲劇類（Part 1 of 2）字幕版
13. ↑  YouTube上的香港電視 節目試映 - 戲劇類（Part 1 of 2）字幕版
14. ↑  YouTube上的香港電視 節目試映 - 非戲劇類 字幕版
15. ↑  YouTube上的香港電視網上首播 警界線 第一集 (一氣呵成版)
16. ↑  . 蘋果日報. 2013-10-16  [2014-04-14]. （原始内容存档于2013-10-19）. （页面存档备份，存于）
17. ↑  . 蘋果日報. 2013-10-15  [2014-04-14]. （原始内容存档于2013-10-18）. （页面存档备份，存于）
18. ↑  過萬網民撐發牌給香港電視 (18:40) （页面存档备份，存于） 明報即時新聞
19. ↑  萬人齊撐！！！快發牌比香港電視！！！ （页面存档备份，存于） Facebook專頁
20. ↑  . 蘋果日報. 2013-10-17  [2014-04-14]. （原始内容存档于2015-06-07）. （页面存档备份，存于）
21. ↑  . 明報. 2013-10-21. （原始内容存档于2013-10-21）. （页面存档备份，存于）
22. ↑  . 太陽報. 2013-10-21  [2014-04-14]. （原始内容存档于2013-10-29）. （页面存档备份，存于）
23. ↑  . 星島日報. 2013-10-22. （原始内容存档于2013-10-29）. （页面存档备份，存于）
24. ↑  港視員工及市民第三日政總集會 （页面存档备份，存于） 無綫新聞 2013-10-22
25. ↑  . 蘋果日報. 2013-10-25  [2014-04-14]. （原始内容存档于2013-11-26）. 公民廣場昨晚繼續集會，主題為公民覺醒，約3,000人參加 （页面存档备份，存于）
26. ↑  . 星島日報. 2013-10-26. （原始内容存档于2013-10-29）. （页面存档备份，存于）
27. ↑  . now新聞. 2013-10-25. （原始内容存档于2013-10-29）. （页面存档备份，存于）
28. ↑  . 蘋果日報(香港). 2013-10-26  [2014-04-14]. （原始内容存档于2016-04-01）. （页面存档备份，存于）
29. ↑  . 大紀元時報. 2013-10-30  [2014-04-14]. （原始内容存档于2016-03-04）. （页面存档备份，存于）
30. ↑  . 香港電台. 2013-10-26  [2014-04-14]. （原始内容存档于2013-10-29）. （页面存档备份，存于）
31. ↑  .   [2014-04-14]. （原始内容存档于2016-03-04）. （页面存档备份，存于）
32. ↑  .   [2014-04-14]. （原始内容存档于2016-03-04）. （页面存档备份，存于）
33. ↑  .   [2014-04-14]. （原始内容存档于2013-12-04）. （页面存档备份，存于）
34. ↑  .   [2014-04-14]. （原始内容存档于2016-03-05）. （页面存档备份，存于）
35. ↑  .   [2014-04-14]. （原始内容存档于2013-12-11）. （页面存档备份，存于）
36. ↑  .   [2014-04-14]. （原始内容存档于2014-04-15）. （页面存档备份，存于）
37. ↑  .   [2014-04-14]. （原始内容存档于2016-03-17）. （页面存档备份，存于）
38. ↑  .   [2014-04-14]. （原始内容存档于2013-12-17）. （页面存档备份，存于）
39. ↑  .   [2014-04-14]. （原始内容存档于2015-10-13）. （页面存档备份，存于）
40. ↑   (PDF).   [2014-04-14]. （原始内容 (PDF)存档于2014-01-24）. （页面存档备份，存于）
41. ↑  . 蘋果日報. 2013-12-23  [2014-04-14]. （原始内容存档于2016-03-04）. （页面存档备份，存于）
42. 1 2  .   [2014-04-14]. （原始内容存档于2020-04-04）. （页面存档备份，存于）
43. ↑  .   [2014-04-14]. （原始内容存档于2013-12-23）. （页面存档备份，存于）
44. ↑  港視購頻譜及牌照 明年7月推流動電視服務 （页面存档备份，存于），信報財經新聞 2013.12.20]
45. ↑  中國移動啟動對香港有限公司股權交易內部調查 （页面存档备份，存于），中國移動官方網站新聞中心 2014.1.5]
46. ↑  .   [2014-04-14]. （原始内容存档于2016-03-05）. （页面存档备份，存于）
47. ↑  .   [2014-04-14]. （原始内容存档于2016-03-05）. （页面存档备份，存于）
48. ↑  .   [2014-04-14]. （原始内容存档于2016-03-16）. （页面存档备份，存于）
49. ↑  .   [2014-04-14]. （原始内容存档于2014-03-30）. （页面存档备份，存于）
50. ↑  YouTube上的【足本】香港電視網絡有限公司宣佈7.1啓播記者招待會 2013-12-20
51. ↑  .   [2014-04-14]. （原始内容存档于2013-12-24）. （页面存档备份，存于）
52. ↑  .   [2014-04-14]. （原始内容存档于2014-01-09）. （页面存档备份，存于）
53. ↑  .   [2014-04-14]. （原始内容存档于2014-01-08）. （页面存档备份，存于）
54. ↑  .   [2014-04-14]. （原始内容存档于2016-03-05）. （页面存档备份，存于）
55. ↑  . 明報.   [2014-03-11]. （原始内容存档于2014-07-18）. （页面存档备份，存于）
56. ↑  .   [2014-04-14]. （原始内容存档于2016-03-18）. （页面存档备份，存于）
57. ↑  .   [2014-04-14]. （原始内容存档于2016-03-05）. （页面存档备份，存于）
58. ↑  .   [2014-04-14]. （原始内容存档于2016-03-05）. （页面存档备份，存于）
59. ↑  .   [2022-02-14]. （原始内容存档于2016-03-04）. （页面存档备份，存于）
60. ↑  .   [2014-04-14]. （原始内容存档于2018-01-05）. （页面存档备份，存于）
61. ↑  .   [2014-04-14]. （原始内容存档于2018-01-05）. （页面存档备份，存于）
62. ↑  .   [2014-04-14]. （原始内容存档于2014-03-14）. （页面存档备份，存于）
63. ↑  .   [2014-04-14]. （原始内容存档于2014-04-17）. （页面存档备份，存于）
64. ↑  .   [2014-04-14]. （原始内容存档于2016-03-16）. （页面存档备份，存于）
65. ↑  .   [2014-04-14]. （原始内容存档于2014-05-20）. （页面存档备份，存于）
66. ↑  通訊局首聞不執法要求 港視指求助合理 （页面存档备份，存于）（已失效）
67. ↑  .   [2014-04-14]. （原始内容存档于2016-03-04）. （页面存档备份，存于）
68. ↑  .   [2014-04-14]. （原始内容存档于2016-03-17）. （页面存档备份，存于）
69. ↑  .   [2014-04-14]. （原始内容存档于2014-06-05）. （页面存档备份，存于）
70. ↑  .   [2014-04-14]. （原始内容存档于2014-04-16）. （页面存档备份，存于）
71. ↑  .   [2014-04-14]. （原始内容存档于2014-04-16）. （页面存档备份，存于）
72. ↑  .   [2014-04-14]. （原始内容存档于2016-03-04）. （页面存档备份，存于）
73. ↑  .   [2014-04-14]. （原始内容存档于2015-09-24）. （页面存档备份，存于）
74. ↑  暫時停止新節目製作
75. ↑  將大力發展網上多媒體
76. ↑  .   [2014-04-14]. （原始内容存档于2016-03-05）. （页面存档备份，存于）
77. ↑  .   [2014-04-14]. （原始内容存档于2016-03-04）. （页面存档备份，存于）
78. ↑  .   [2014-04-14]. （原始内容存档于2016-03-04）. （页面存档备份，存于）
79. ↑  .   [2014-04-14]. （原始内容存档于2017-04-26）. （页面存档备份，存于）
80. ↑  .   [2014-04-14]. （原始内容存档于2016-03-04）. （页面存档备份，存于）
81. ↑  .   [2014-04-24]. （原始内容存档于2016-03-05）. （页面存档备份，存于）
82. ↑  .   [2014-05-08]. （原始内容存档于2016-03-04）. （页面存档备份，存于）
83. ↑  .   [2014-04-14]. （原始内容存档于2016-03-04）. （页面存档备份，存于）
84. ↑  .   [2014-04-14]. （原始内容存档于2016-03-05）. （页面存档备份，存于）
85. ↑  .   [2014-04-14]. （原始内容存档于2014-04-13）. （页面存档备份，存于）
86. ↑  .   [2014-04-14]. （原始内容存档于2014-04-13）. （页面存档备份，存于）
87. 1 2  .   [2014-04-14]. （原始内容存档于2016-03-05）. （页面存档备份，存于）
88. ↑  .   [2014-04-14]. （原始内容存档于2016-03-04）. （页面存档备份，存于）
89. ↑  .   [2014-06-07]. （原始内容存档于2014-09-10）. （页面存档备份，存于）
90. ↑  港視覆核得直 政府考慮上訴 《東方日報》 2015年4月25日
91. ↑  .   [2014-10-08]. （原始内容存档于2016-03-07）. （页面存档备份，存于）
92. ↑   (PDF).   [2014-12-16]. （原始内容存档 (PDF)于2021-01-11）. （页面存档备份，存于）